# Панкрушин, Виктор Иванович

Виктор Иванович Панкрушин — советский государственный и хозяйственный деятель. Почётный гражданин Оленегорска.

## Биография
Родился в 1927 году в Сызрани. Член КПСС.
Образование высшее (окончил Ленинградский институт инженеров ж.-д. транспорта и Ленинградский горный институт).
С 1942 года — на хозяйственной, общественной и политической работе.
До 1945 гг. — ученик слесаря, слесарь паровозноремонтных мастерских в городе Сызрани.
- В 1952—1962 гг. — сменный мастер по вскрышным работам, начальник железнодорожного цеха, заместитель директора Оленегорского ГОКа[3]
- В 1962—1963 гг. — главный инженер Оленегорского ГОКа.[3]
- В 1963—1970 гг. — директор Оленегорского ГОКа.[3]
- В 1970—1991 гг. — заместитель министра чёрной металлургии СССР.[3]
- В 1991—1997 гг. — президент Биржи металлов.[3]

C 1997 гг. — сотрудник АО «Мосвтормет».
За достижение на доменной печи объёмом 2 000 м³ наивысшей в мировой практике производительности на один агрегат за счёт комплексного внедрения новой техники и усовершенствования технологии был в составе коллектива удостоен Государственной премии СССР в области науки и техники 1967 года.
Делегат XXIII съезда КПСС.
Жил в Москве.